# Struisenburg
Struisenburg is een buurt van Kralingen in het Rotterdamse stadsdeel Kralingen-Crooswijk. De wijk wordt begrensd door de Oostzeedijk in het noorden, de Oude Plantage in het zuidoosten, de Nieuwe Maas in het zuiden en de Oostmolenwerf en het Oostplein in het westen.
Struisenburg is een gemengde wijk: aan de westkant van de wijk zijn veel horeca-gelegenheden en eetcafés. Tevens is hier de sociëteit van de studentenvereniging RSV Sanctus Laurentius gevestigd. Langs het water van het Boerengat staan grote kantoorpanden. In de rest van de wijk overheerst de woningbouw.

## Geschiedenis
De naam Struisenburg komt van een oude buitenplaats, waar ooit molen de Struisvogel stond. In 1589 kocht de Admiraliteyt op de Maze (een van de admiraliteitscolleges die in die tijd belast waren met het bestuur van de Hollandse zeemacht) een terrein ten oosten van de stad Rotterdam. Hier werd in 1665 het admiraalsschip van Michiel de Ruyter, de Zeven Provinciën gebouwd.
Het gebied tussen de Oostzeedijk en de Nieuwe Maas werd in de negentiende eeuw in delen onttrokken aan de Marine. Langs de Nieuwe Maas werd in 1858 de spoorlijn naar Utrecht aangelegd. Na de verhuizing van de Marinewerf naar Hellevoetsluis kwam de rest van het gebied beschikbaar voor de gemeente Rotterdam. In 1903 werd aan de Admiraliteitskade de melkfabriek van Aurore (later opgegaan in de Melkunie) gebouwd, destijds het hoogste gebouw in de stad na het Witte Huis.
In de jaren 1980-1989 zijn in dit gebied oude bedrijfspanden vervangen door woningbouw en luxe kantoorpanden.
Crooswijk · 
De Esch · 
Kralingen · 
Rubroek · 
Struisenburg
Rotterdam Centrum ·
Rotterdam-Noord ·
Rotterdam-Oost ·
Rotterdam-West ·
Rotterdam-Zuid ·
110-Morgen ·
Afrikaanderwijk ·
Agniesebuurt ·
Bergpolder ·
Beverwaard ·
Blijdorp ·
Blijdorpse polder ·
Bloemhof ·
Boomgaardshoek ·
Bospolder-Tussendijken ·
CS-kwartier ·
Carnisserbuurt ·
Cool ·
Crooswijk ·
De Esch ·
De Veranda ·
Delfshaven ·
Delfshaven-Schiemond ·
Dijkzigt ·
Feijenoord ·
Gadering ·
Groenenhagen-Tuinenhoven ·
Groot-IJsselmonde ·
Heijplaat ·
Het Lage Land ·
Hillegersberg ·
Hillesluis ·
Homerusbuurt ·
Hordijkerveld ·
Kandelaar ·
Karl Marxbuurt ·
Katendrecht ·
Kiefhoek ·
Kleinpolder ·
Kleiwegkwartier ·
Kop van Zuid ·
Kralingen ·
Kralingse Veer ·
Kreekhuizen ·
Landzicht ·
Liskwartier ·
Lloydkwartier ·
Lombardijen ·
Meeuwenplaat ·
Middelland ·
Middengebied ·
Millinxbuurt ·
Molenlaankwartier ·
Molièrebuurt ·
Nesselande ·
Nieuw Engeland ·
Nieuw-Mathenesse ·
Nieuwe Westen ·
Nooddorp ·
Noordereiland ·
Ommoord ·
Oosterflank ·
Oud-Charlois ·
Oud-IJsselmonde ·
Oud-Mathenesse ·
Oude Noorden ·
Oude Westen ·
Oudeland ·
Overschie ·
Pendrecht ·
Prinsenland ·
Provenierswijk ·
Reyeroord ·
Rubroek ·
Sagenbuurt ·
Scheepvaartkwartier ·
Schiebroek ·
Schiemond ·
's-Gravenland ·
Smeetsland ·
Spaanse Polder ·
Spangen ·
Sportdorp ·
Stadsdriehoek ·
Struisenburg ·
Tarwewijk ·
Terbregge ·
Tussenwater ·
Varenbuurt ·
Vondelingenplaat ·
Vreewijk ·
Waalhaven ·
Westpunt ·
Wielewaal ·
Witte Dorp ·
Zalmplaat ·
Zenobuurt ·
Zestienhoven ·
Zevenkamp ·
Zomerland ·
Zuidwijk